# Rusalka (Dvořák)

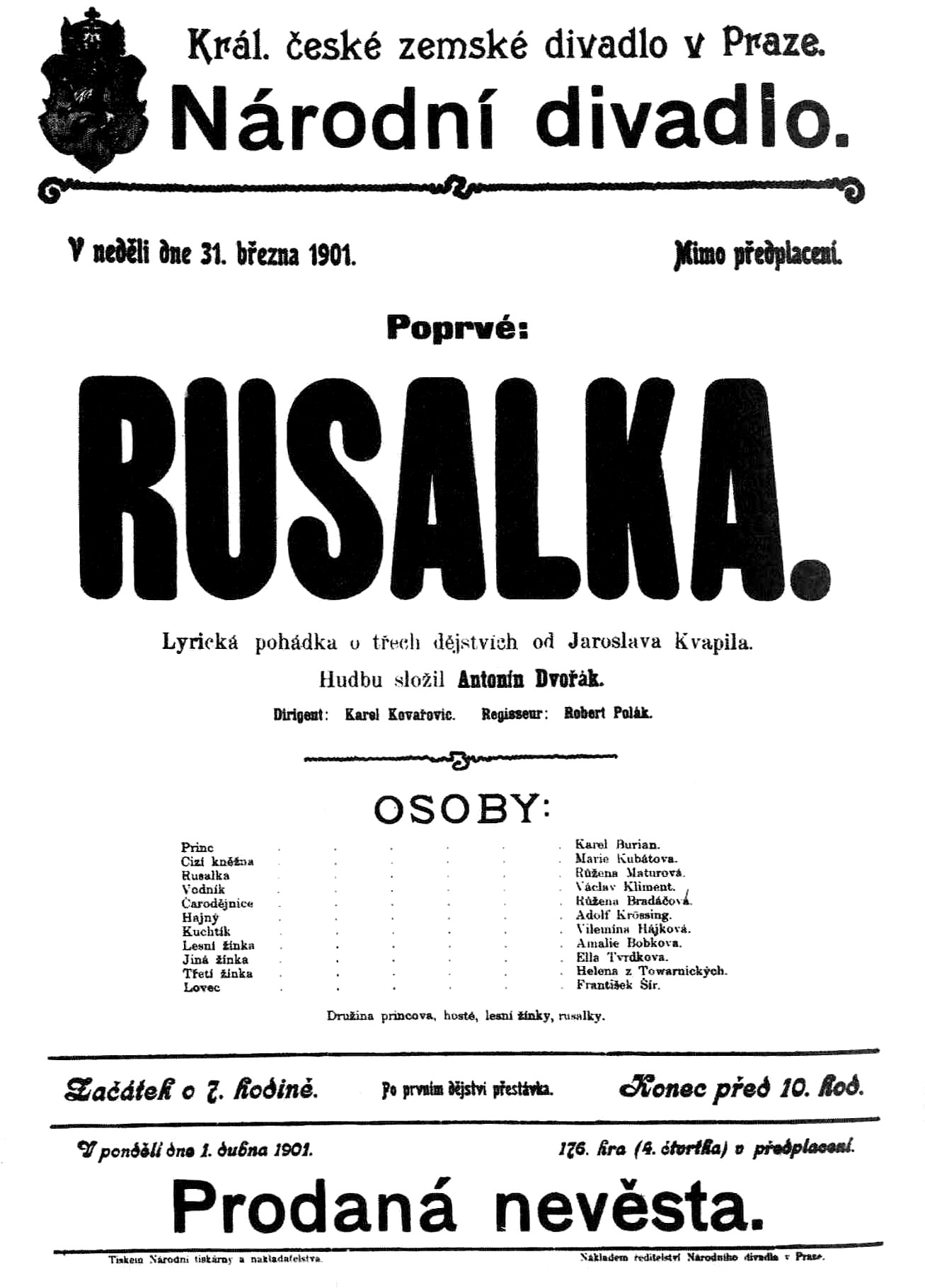
Affiche voor de première van Rusalka in Praag op 31 maart 1901

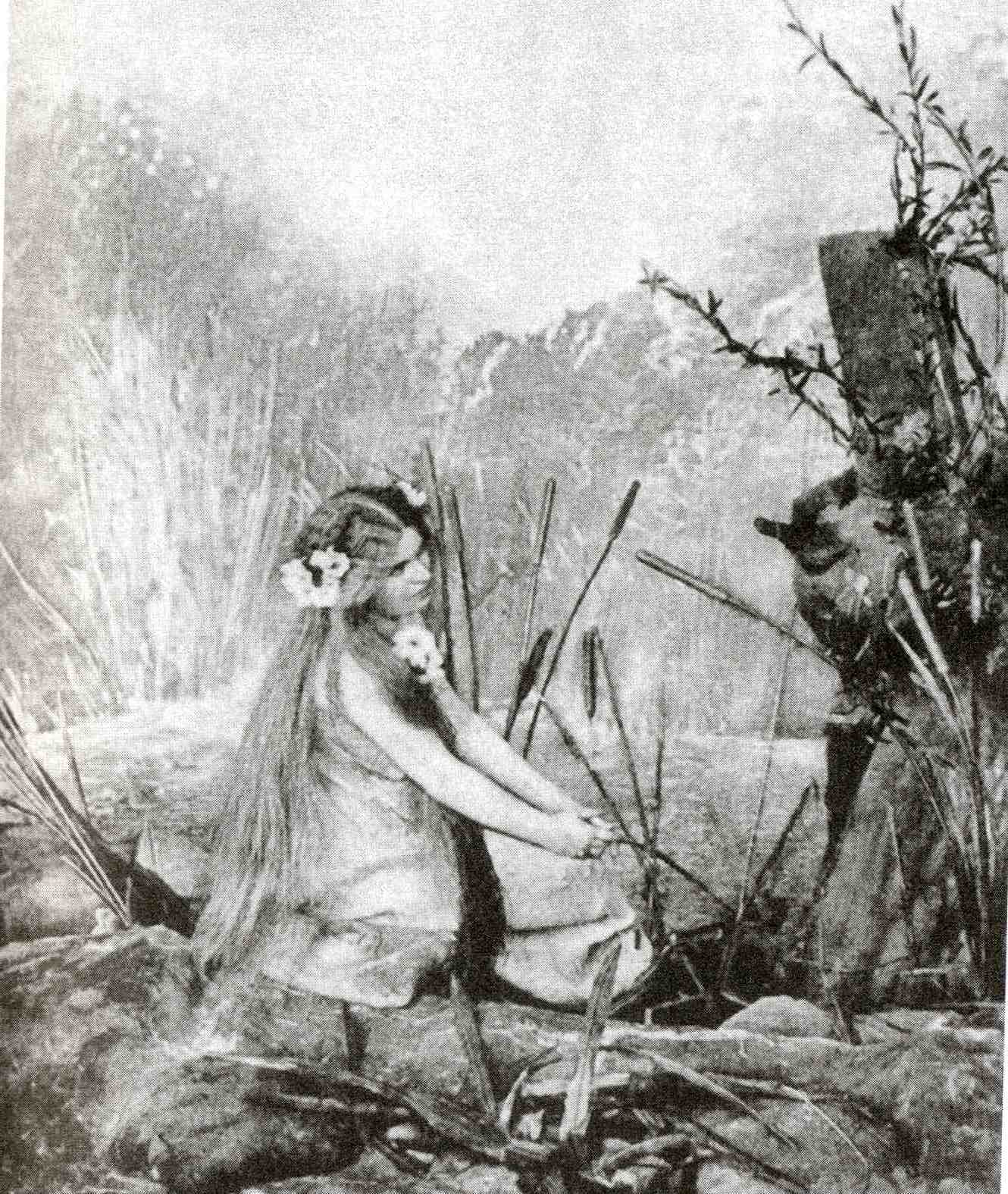
Růžena Maturová als de eerste Rusalka in 1901

Rusalka (op. 114) is een opera ('lyrisch sprookje') van Antonín Dvořák in drie bedrijven naar een libretto van Jaroslav Kvapil, gebaseerd op de vertelling Undine, een verhaal geschreven door Friedrich de la Motte-Fouqué, alsook op het sprookje De kleine zeemeermin van Hans Christian Andersen en het toneelspel Die versunkene Glocke van Gerhart Hauptmann. De eerste opvoering was op 31 maart 1901 in Praag, in het Nationaltheater. Ook in Nederland is Rusalka opgevoerd, onder andere tijdens het Holland Festival in 1963.

## Rolverdeling
- drie waternimfen - 2 sopranen + 1 alt
- de watergeest, vader van Rusalka - bas
- Rusalka - sopraan
- Ježi Baba, een heks - mezzosopraan
- de prins (niet bij naam genoemd) - tenor
- een boswachter - tenor
- een koksjongen - sopraan
- een jager - tenor
- boselfen, gasten van het kasteel, waternimfen – koor / ballet
- volgelingen van de prins – figuranten

## Synopsis
De opera speelt zich af in een sprookjesland, in een ondefinieerbare sprookjestijd.

### Eerste bedrijf
Wanneer, diep in het woud, de nacht valt over een meer, ontwaken de waternimfen die in het water leven. Zij dansen en spelen vrolijk aan de oever en plagen hun vader, de watergeest, wanneer die eveneens uit het water opduikt. Hun zus, de mooie Rusalka, deelt echter niet in hun plezier. Zij vertelt de reden van haar verdriet: onlangs zag zij een knappe jonge prins baden in het meer, en werd onmiddellijk smoorverliefd op hem. Nu verlangt zij naar een menselijke gedaante en een ziel, om de liefde van deze jongeman te winnen. De watergeest probeert zijn dochter te waarschuwen voor deze onmogelijke liefde, maar tevergeefs. In de beroemde weemoedige aria “Lied aan de Maan” lucht zij haar hart tegenover de volle maan die over het meer schijnt.
Dan besluit Rusalka de hulp in te roepen van de heks Ježi Baba. Deze is wel bereid haar wens in te willigen, echter op voorwaarde dat Rusalka haar stem inruilt, waardoor zij in de mensenwereld stom zal blijven. Maar als haar geliefde haar ooit ontrouw zal zijn, zal de betovering verbroken worden, en moet Rusalka voor eeuwig een uitgestotene blijven. Zonder na te denken stemt Rusalka hiermee in.
Wanneer de prins tijdens een jachtpartij aan de oever van het meer verschijnt, verovert Rusalka zijn hart. Hij neemt haar mee naar zijn kasteel.

### Tweede bedrijf
In het kasteel komt het stille en onwennige meisje erg zonderling en onheilspellend over op het dienstpersoneel. De prins houdt weliswaar van zijn mooie bruid, maar raakt uiteindelijk toch enigszins geïrriteerd door haar ergerlijke stilzwijgen en haar eigenaardige gedrag.
Tijdens het bruiloftsfeest maakt een van de uitgenodigde dames hiervan misbruik en probeert openlijk de liefde van de prins voor zich te winnen. Machteloos moet Rusalka toekijken hoe de prins haar ontrouw wordt, en zij vlucht naar de kasteelvijver om tegen haar vader, de watergeest, haar leed uit te zingen. Op het ogenblik dat de prins de lichtzinnige hertogin zijn liefde verklaart, sleurt de watergeest zijn dochter weer het water in, en bedreigt de ontrouwe prins. Diep getroffen door het verlies van zijn ware geliefde, verzinkt de prins in een diepe wanhoop.

### Derde bedrijf
Terug bij het meer roept Rusalka, ontheemd en door haar zusters uitgestoten, ten einde raad opnieuw de hulp van Ježi Baba in. Deze verklaart dat Rusalka alleen gered kan worden als zij bereid is haar ontrouwe minnaar te doden. Dat wil en kan Rusalka echter niet over haar hart krijgen: zij houdt nog steeds zielsveel van de prins.
Op dat moment krijgt de heks eveneens bezoek van een boswachter en zijn neefje, een koksmaatje. Zij zijn bezorgd om de depressieve toestand waarin hun meester, de prins, verkeert. Zij weten te vertellen dat hij door een boosaardig wezen tot een huwelijk zou zijn gedwongen, en door haar toverij geestesziek geworden zou zijn. Als hij dat hoort, jaagt de woedende watergeest ze allebei weg. Opnieuw willen de waternimfen met de watergeest stoeien, maar deze brengt hen verdrietig op de hoogte van Rusalka’s treurige lot. Als een dwaallicht – halfweg tussen levend en dood – moet zij nu voor eeuwig over het meer dwalen en achteloze mensen met haar vage schijnsel de dood in lokken.
Verdrietig en verteerd door berouw keert de prins terug naar het meer waar hij zijn geliefde Rusalka voor het eerst had ontmoet. Wanneer hij haar schim ziet opduiken, smeekt hij haar om een kus, maar zij waarschuwt hem dat dit zijn dood zal veroorzaken. Het kan de prins echter niets meer schelen: dat heeft hij er graag voor over, want zonder haar heeft het leven voor hem geen zin meer. Wanneer Rusalka hem ten slotte toch teder kust, brengt dit ultieme bewijs van haar liefde hem de rust van de dood.

## Achtergronden
Tijdens een vakantiereis op het eiland Bornholm in 1899 werd Jaroslav Kvapil geïnspireerd tot het schrijven van het libretto. Door toedoen van de directeur van het Praagse Nationaal Theater, František Šubert, kreeg Dvořák toevallig de tekst in handen. Deze raakte meteen gefascineerd door het Slavische karakter en de lyrische mogelijkheden van het verhaal, en tussen april en november 1900 kwam de opera ‘Rusalka’ tot stand. In de muziek worden klassieke vormen en motieven met folkloristische elementen en impressionistische technieken tot een synthese gebracht. Op die manier integreerde Dvořák alle muzikale  uitdrukkingsvormen van zijn eigen tijd. Ook putte hij inspiratie uit het werk van Liszt en Wagner. Zo ontwikkelde hij een onmiskenbaar eigen stijl, waardoor zijn opera internationale waardering vond.
- Bibliothèque nationale de France: cb13922787v (data)
- Gemeinsame Normdatei: 300047959
- Library of Congress Control Number: no96043666
- MusicBrainz work: 07b2663f-0836-4654-9254-583158d05c36
- Nationale Bibliotheek van Israël: 987007594605805171
- LIBRIS: 171084
- Virtual International Authority File: 184488569